# Ánh sáng Mặt Trời

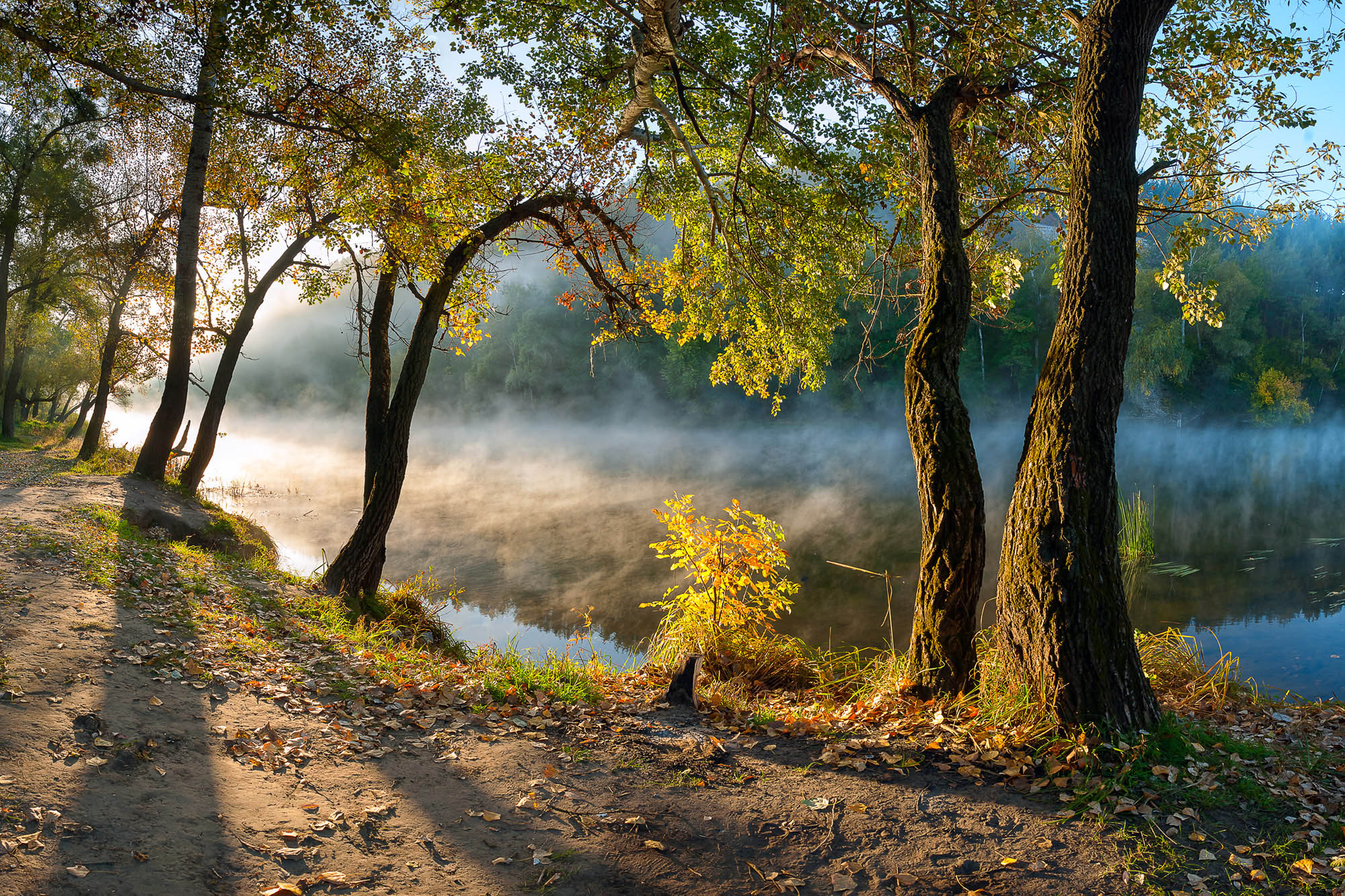
Ánh nắng xuyên qua cây trong công viên quốc gia Sviati Hory, Ukraine.

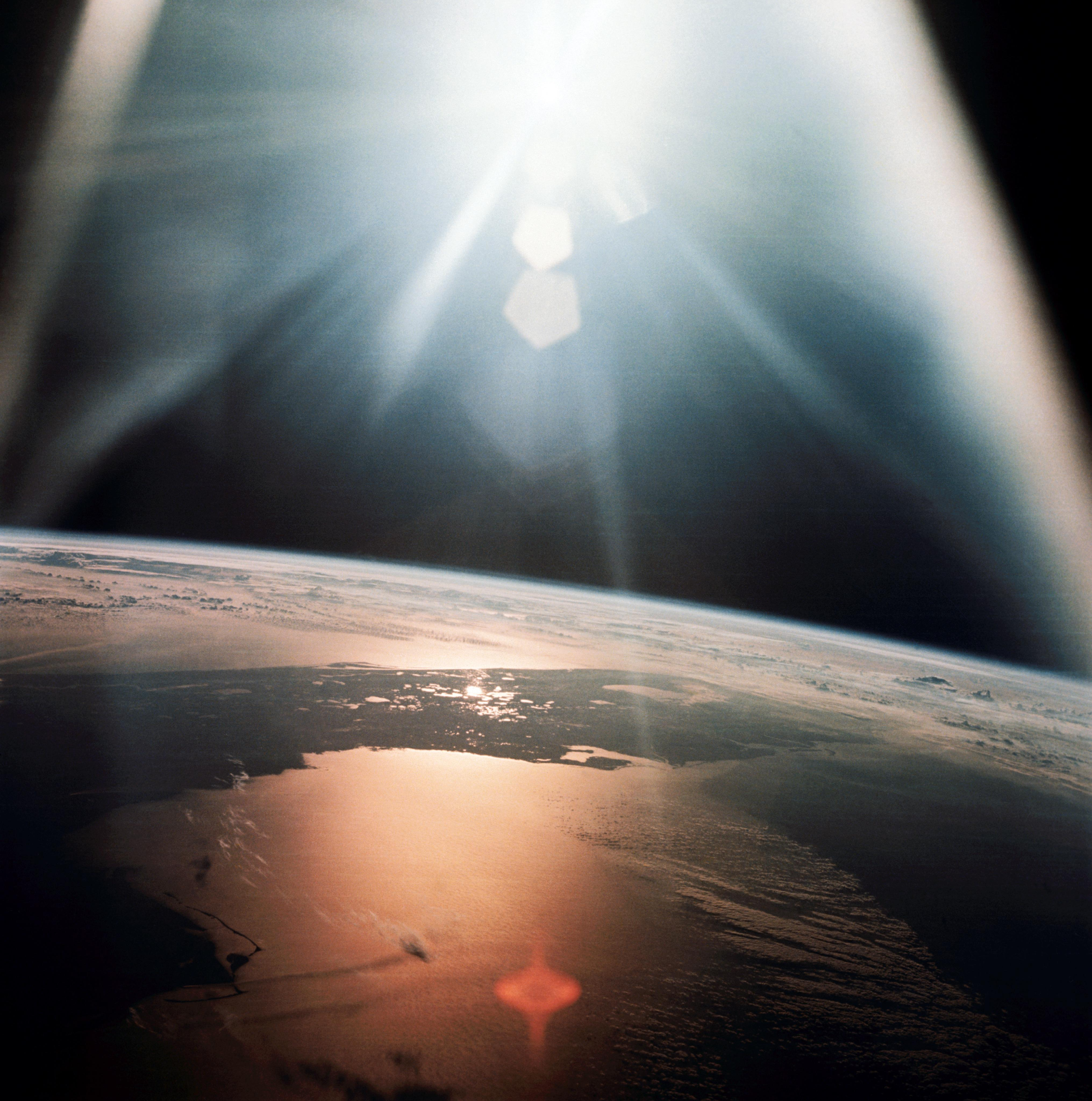
Mặt Trời mọc trên vịnh Mexico và Florida từ Apollo 7.

Ánh sáng Mặt Trời hay còn gọi là nắng là bức xạ điện từ phát ra từ Mặt Trời, đặc biệt là ánh sáng hồng ngoại, khả kiến và tia cực tím. Trên Trái Đất, ánh sáng mặt trời được lọc qua bầu khí quyển của Trái Đất và hiển nhiên là ánh sáng ban ngày khi Mặt Trời ở phía trên đường chân trời. Khi bức xạ mặt trời trực tiếp không bị mây che khuất, nó được trải nghiệm dưới dạng ánh nắng, tia nắng là sự kết hợp giữa ánh sáng rực rỡ và sức nóng bức xạ. Khi ánh sáng Mặt Trời bị các đám mây chặn lại hoặc phản xạ từ các vật thể khác, nó được trải nghiệm dưới dạng ánh sáng khuếch tán. Tổ chức Khí tượng Thế giới sử dụng thuật ngữ " thời gian ánh nắng mặt trời " có nghĩa là thời gian tích lũy trong đó một khu vực nhận được sự chiếu xạ trực tiếp từ Mặt Trời ít nhất 120 watt trên một mét vuông. Các nguồn khác cho biết "Trung bình trên toàn bộ Trái Đất" là "164 watt trên một mét vuông trong 24 giờ".
Bức xạ cực tím trong ánh sáng mặt trời có cả ảnh hưởng tích cực và tiêu cực đến sức khỏe, vì nó vừa là yếu tố cần thiết để tổng hợp vitamin D3 vừa là thành phần gây đột biến.
Ánh sáng Mặt Trời mất khoảng 8,3 phút để đến Trái Đất từ bề mặt Mặt Trời. Một photon bắt đầu ở trung tâm Mặt Trời và đổi hướng mỗi khi nó gặp một hạt tích điện sẽ mất từ 10.000 đến 170.000 năm để đi tới bề mặt.
Ánh sáng mặt trời là yếu tố chính trong quang hợp, quá trình được thực vật và các sinh vật tự dưỡng khác sử dụng để chuyển đổi năng lượng ánh sáng, thông thường từ Mặt Trời, thành năng lượng hóa học có thể được sử dụng để tổng hợp carbohydrate và cung cấp năng lượng cho các hoạt động của sinh vật.

## Thành phần và năng lượng

Phổ bức xạ mặt trời trên khí quyển và trên bề mặt. Tia cực tím và tia X được tạo ra (ở bên trái dải bước sóng được hiển thị) nhưng chiếm một lượng rất nhỏ trong tổng công suất phát của Mặt Trời.

Quang phổ của bức xạ Mặt Trời gần với quang phổ của vật thể đen với nhiệt độ khoảng 5,800 K.  Mặt Trời phát ra bức xạ EM trên hầu hết các phổ điện từ. Mặc dù Mặt Trời tạo ra các tia gamma là kết quả của quá trình tổng hợp hạt nhân, sự hấp thụ và nhiệt hóa bên trong chuyển đổi các photon năng lượng siêu cao này thành các photon năng lượng thấp hơn trước khi chúng chạm tới bề mặt của Mặt Trời và được phát xạ ra ngoài không gian. Kết quả là, Mặt Trời không phát ra tia gamma từ quá trình này, nhưng nó phát ra tia gamma từ ngọn lửa mặt trời. Mặt Trời cũng phát ra tia X, tia cực tím, ánh sáng nhìn thấy, tia hồng ngoại và thậm chí là sóng vô tuyến; dấu vết trực tiếp duy nhất còn lại của quá trình hạt nhân là sự phát xạ của neutrino.
Mặc dù vành nhật hoa là nguồn phát ra tia cực tím và tia X, những tia này chỉ chiếm một lượng rất nhỏ năng lượng phát ra của Mặt Trời (xem phổ bên phải). Quang phổ của gần như tất cả các bức xạ điện từ Mặt Trời đi vào khí quyển của Trái Đất trải rộng trong phạm vi bước sóng 100 nm đến khoảng 1 mm (1.000.000 nm). Dải công suất bức xạ đáng kể này có thể được chia thành năm vùng theo thứ tự tăng dần của bước sóng:
- Tia cực tím C hoặc (UVC), bước sóng trải dài từ 100 nm đến 280 nm. Thuật ngữ tia cực tím đề cập đến thực tế là bức xạ có tần số cao hơn ánh sáng tím (và, do đó, cũng vô hình đối với mắt người). Do sự hấp thụ của khí quyển, rất ít tia này chạm tới bề mặt Trái Đất. Phổ bức xạ này có đặc tính diệt khuẩn, như được sử dụng trong đèn diệt khuẩn.
- Tia cực tím B hoặc UVB, có bước sóng từ 280 nm đến 315 nm. Nó cũng bị hấp thụ rất nhiều bởi bầu khí quyển của Trái Đất và cùng với UVC gây ra phản ứng quang hóa dẫn đến việc tạo ra tầng ozone. Nó trực tiếp làm hỏng DNA và gây cháy nắng, nhưng cũng cần thiết cho sự tổng hợp vitamin D ở da và lông của động vật có vú.[10]
- Tia cực tím A hoặc (UVA) có bước sóng kéo dài từ 315 nm đến 400 nm. Dải bước sóng này đã từng   được cho là ít gây tổn hại đến DNA, và do đó được sử dụng trong nhuộm da nhân tạo mang tính thẩm mỹ (phòng làm rám da và giường tắm nắng) và liệu pháp PUVA cho bệnh vẩy nến. Tuy nhiên, UVA hiện được biết là gây ra thiệt hại đáng kể cho DNA thông qua các con đường gián tiếp (hình thành các gốc tự do và các loại oxy phản ứng), và có thể gây ung thư.[11]
- Ánh sáng có thể nhìn thấy có bước sóng 380 nm đến 780 nm. Như tên cho thấy, dải ánh sáng này có thể nhìn thấy bằng mắt thường. Đây cũng là dải đầu ra mạnh nhất trong tổng phổ bức xạ của Mặt Trời.
- Dải hồng ngoại có bước sóng từ 700 nm đến 1.000.000 nm (1 mm). Nó bao gồm một phần quan trọng của bức xạ điện từ đến Trái Đất. Các nhà khoa học chia phạm vi hồng ngoại thành ba loại trên cơ sở bước sóng:
  - Hồng ngoại-A: 700 nm đến 1.400 nm
  - Hồng ngoại-B: 1.400 nm đến 3.000 nm
  - Hồng ngoại-C: 3.000 nm đến 1 mm.